# Amaro (Likör)

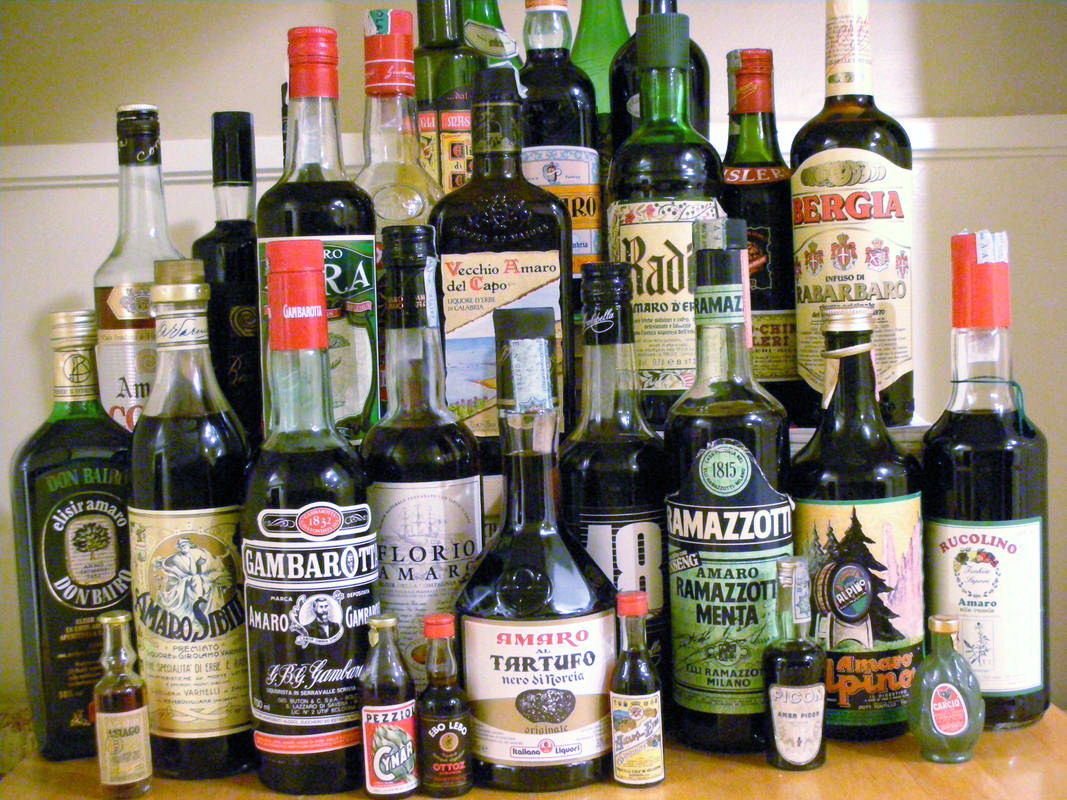
Flaschen verschiedener Hersteller

Amaro ist ein italienischer Bitterlikör, der durch Zugabe von Zuckersirup zum Kräuterlikör wird. Der Begriff Amaro (italienisch amaro für bitter) wird typischerweise nur für Liköre verwendet, die in Italien hergestellt werden.
Amari (Mehrzahl von amaro) werden hergestellt, indem Kräuter, Wurzeln, Blüten, Rinde und/oder Zitrusschalen in neutralen Spirituosen oder Wein mazeriert werden. Das Filtrat wird (gegebenenfalls mit Sirup gemischt) in Eichenfässern oder in Flaschen gereift.
Viele Handelsmarken begannen ihre Produktion im 19. Jahrhundert und verwenden oft noch Rezepte, die aus Klöstern oder Apotheken stammen. Farmacia di Santa Maria Novella produziert Amari nach Rezepten aus dem 17. Jahrhundert. Einige europäische Aperitifs und Digestifs wurden durch Marketingkampagnen aus der Vergessenheit hervorgeholt bzw. berühmt. So wurde beispielsweise Fernet Branca, ein Amaro aus Italien, bei amerikanischen Barkeepern als Absacker am Ende der Nacht beliebt. Oder: Jägermeister – früher ein deutscher Alt-Herren-Kräuterlikör bei Zimmertemperatur genossen – wurde durch gezielte Werbung zum amerikanischen Studenten-Getränk, das heute kalt wie Eis serviert wird.

## Varianten

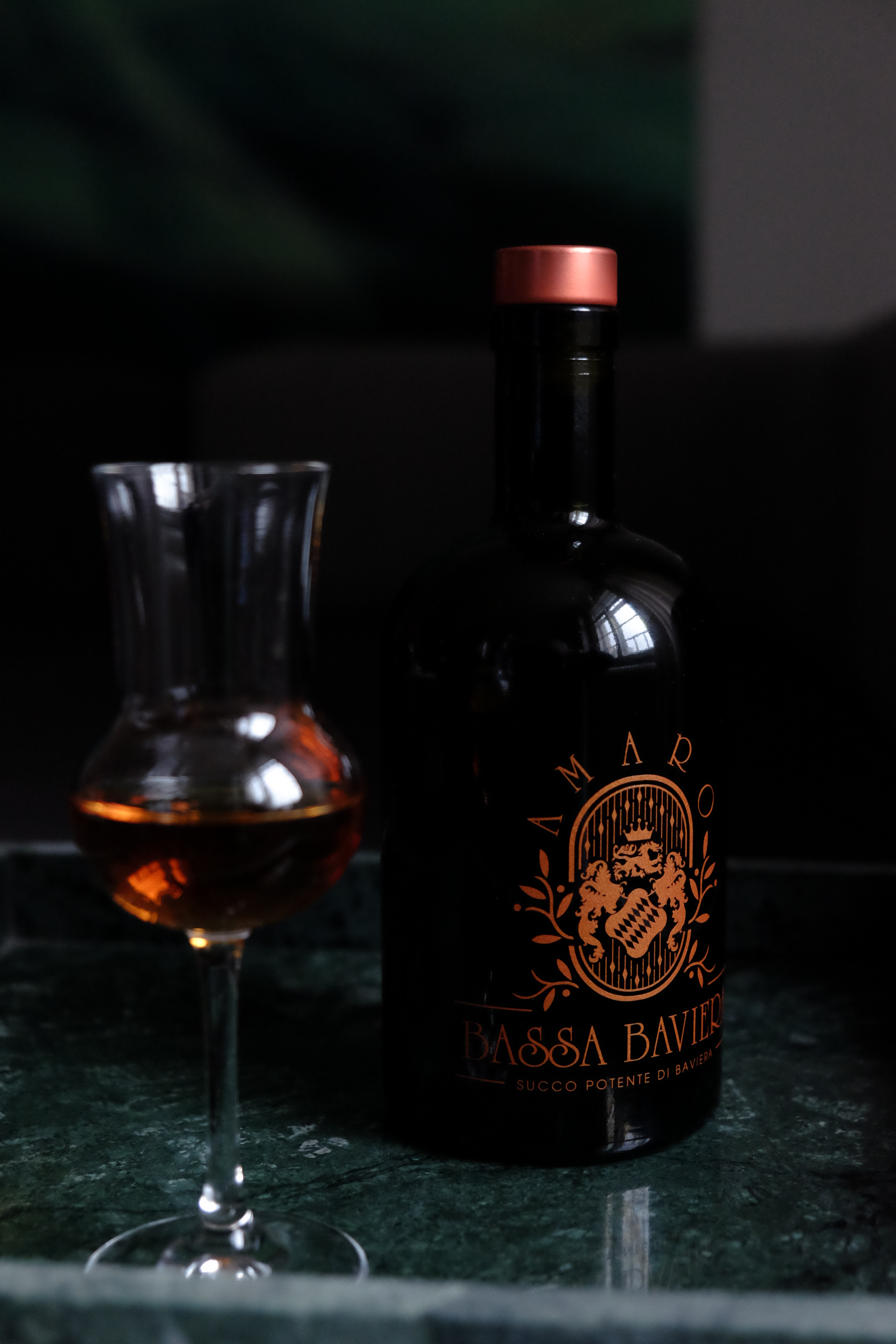
Amaro Bassa Baviera / Deutschland

- Medium – Typischerweise 32%vol., meist bitter, süß und mit einer Zitrus-Note . Beispiele hierfür wären Ramazzotti, Averna, Lucano oder Montenegro.
- Fernet – Bitterer als andere Amari. Beispielhaft sind Fernet Branca, Fernet Stock oder Luxardo Fernet.
- Alpine – Aromatisiert mit Alpen-Kräutern, typischerweise 17%vol., z. B. Amaro Braulino oder Amaro Zara.

- Carciofo – Amari mit Artischocke, die eher als Aperitif getrunken werden, z. B. Cynar.

- Tartufo – Diese Amari werden mit Schwarzen Trüffeln hergestellt und mit 30%vol abgefüllt. Amari dieser Art werden in der trüffelreichen Region Umbrien hergestellt.

- Cina – hergestellt mit Chinarinde.

- Rabarbaro – hergestellt mit Rhabarber.

- Miscellaneous – hergestellt aus Honig, Fenchel oder unreifen grünen Walnüssen.

## Zutaten
Zu den Zutaten zählen oft Enzian, Aloe, Minze, Sternanis, Chinarinde, bittere und süße Orangenschalen, Zitronenschalen, Vanille, Rhabarber, Granatäpfel, Holunder, Zimt, Artischocken, Veilchenwurzeln, Lindenblüten, Kamille und viele weitere Zutaten je nach Hersteller.

## Marken
Zu den bekannten Amaro-Herstellern gehören unter anderem:

### Italien
- Averna
- Aperol
- Campari
- Fernet Branca
- Cynar
- Ramazzotti
- Amaro Lucano
- Amaro Montenegro
- Amaro San Simone
- Amaro Simone
- Nadini Amaro Bassano
- Nonino
- Zucca
- Amaro del Capo

### Frankreich
- Amer Picon
- Izarra
- Bénédictine
- Chartreuse

### Deutschland
- Amaro Bassa Baviera
- Amaro Mondino
- Jägermeister
- Amanero
- Escorial
- Mampe Halb und Halb
- Kuemmerling
- Kruiden
- Underberg

### Österreich
- Leibwächter
- Rossbacher
- Gurktaler
- Emil Kraftbitter
- Blasius Kräuterbitter
- Felser Kräuterlikör
- Erber Tiroler Zirbener

### Ungarn
- Unicum

### Tschechien
- Becherovka

### Schweiz
- Underberg
- Appenzeller Alpenbitter

### Andere Länder
- Amaricano
- Boonekamp
- Calisaya
- Gammel Dansk
- Licor 43
- Pimm‘s
- Herbes
- Palo